# Bliss (Muse)
Bliss is de derde single van de Britse rockband Muse van hun tweede studioalbum Origin of Symmetry. De single werd uitgebracht op 20 augustus 2001. Het is tevens de eerste single van de band die ook op dvd werd uitgegeven. Deze bevat het nummer en een achter-de-schermendocumentaire van de videoclip. Ook een fotogalerij, songtekst en een discografie zijn op de dvd te vinden.
Een live-versie van het nummer, opgenomen in Ahoy Rotterdam, is te vinden op de eerste cd uit de Benelux-set van Sing for Absolution. Tevens is op Bliss een live-versie van Screenager te vinden. Deze is opgenomen in Paradiso op 12 april 2001.

## Videoclip
De videoclip van het nummer is geregisseerd door David Slade en begint met zanger en gitarist Matthew Bellamy die in een brede schacht of tunnel springt op een vreemde planeet. Deze ziet eruit als een ruimtestation. De andere bandleden kijken toe hoe Bellamy aan het eind in de ruimte terechtkomt waarin hij langzaam wordt omgezet naar een gasvormige toestand.

## Nummers
Alle teksten zijn geschreven door Matthew Bellamy. 
| 1.                 | Bliss                 | 4:36 |
| 2.                 | Hyper Chondriac Music | 5:30 |
| Totale duur: 10:06 |                       |      |

| 1.                 | Bliss                       | 4:36 |
| 2.                 | The Gallery                 | 3:32 |
| 3.                 | Screenager (live, Paradiso) | 4:01 |
| 4.                 | Bliss (videoclip)           | 4:29 |
| Totale duur: 16:38 |                             |      |

| 1.                 | Bliss                                      | 4:36 |
| 2.                 | Hyper Chondriac Music                      | 5:30 |
| 3.                 | New Born (live, optreden voor BBC Radio 1) | 5:59 |
| Totale duur: 16:05 |                                            |      |

| 1.                | Bliss                                  | 4:29 |
| 2.                | Fotogalerij                            |      |
| 3.                | Songtekst                              |      |
| 4.                | Discografie                            |      |
| 5.                | Bliss (achter-de-schermendocumentaire) | 4:14 |
| Totale duur: 8:43 |                                        |      |

## Hitnoteringen

### Nederlandse Top 40
| Hitnotering: 20-10-2001 t/m 27-10-2001 | Hitnotering: 20-10-2001 t/m 27-10-2001 | Hitnotering: 20-10-2001 t/m 27-10-2001 | Hitnotering: 20-10-2001 t/m 27-10-2001 |
| Week:                                  | 1                                      | 2                                      |                                        |
| -------------------------------------- | -------------------------------------- | -------------------------------------- | -------------------------------------- |
| Positie:                               | 40                                     | 40                                     | uit                                    |

### NederlandseSingle Top 100
| Hitnotering: 29-09-2001 t/m 03-11-2001 | Hitnotering: 29-09-2001 t/m 03-11-2001 | Hitnotering: 29-09-2001 t/m 03-11-2001 | Hitnotering: 29-09-2001 t/m 03-11-2001 | Hitnotering: 29-09-2001 t/m 03-11-2001 | Hitnotering: 29-09-2001 t/m 03-11-2001 | Hitnotering: 29-09-2001 t/m 03-11-2001 | Hitnotering: 29-09-2001 t/m 03-11-2001 |
| Week:                                  | 1                                      | 2                                      | 3                                      | 4                                      | 5                                      | 6                                      |                                        |
| -------------------------------------- | -------------------------------------- | -------------------------------------- | -------------------------------------- | -------------------------------------- | -------------------------------------- | -------------------------------------- | -------------------------------------- |
| Positie:                               | 92                                     | 82                                     | 79                                     | 76                                     | 70                                     | 84                                     | uit                                    |

### NPO Radio 2 Top 2000
| Nummer met noteringen in de NPO Radio 2 Top 2000 | '15 | '16 | '17 | '18 | '19 | '20 | '21 | '22 | '23 | '24 |
| ------------------------------------------------ | --- | --- | --- | --- | --- | --- | --- | --- | --- | --- |
| Bliss                                            | 379 | 411 | 406 | 434 | 531 | 649 | 640 | 609 | 681 | 643 |

1. ↑  Een vetgedrukt getal geeft de hoogste notering aan.
2. ↑  2015 was het eerste jaar met een notering voor dit nummer.